# Библиотека Академии Або
Библиотека Академии Або (швед. Åbo Akademis bibliotek) — научная библиотека Академии Або, крупнейшее в Турку собрание шведоязычной литературы.

## История
Возникшая в 1919 году, как собрание шведоязычной научной литературы по основным направлениям человеческих знаний при новоучреждённой Академии Або и располагавшаяся в восьми комнатах на первом этаже основного здания, к 1930 году библиотека уже не удовлетворяла возрастающим потребностям Академии, а условия хранения книжного фонда не отвечали требованиям для книгохранилищ.
В апреле 1935 года библиотека получила большую коллекцию книг от частного лица, что актуализировало вопрос строительства нового здания библиотеки и книгохранилища.
Заказ на выполнение эскиза нового здания библиотеки получил известный финский архитектор Эрик Брюгман, который 28 мая 1935 года представил руководству Фонда Академии Або эскизный проект и макет библиотеки и за одну ночь внёс необходимые изменения по полученным от специалистов Университета Осло замечаниям. 29 мая 1935 года проект был одобрен руководством Фонда и принят строительной комиссией Академии. Основные работы по возведению зданий были закончены уже в 1936 году. Главный вход библиотеки был выполнен из привезённого из Ювяскюля чёрного мрамора, а двери — из хорошо обработанного металла и стекла. Холл библиотеки был облицован шведским мрамором, а в целом пятиэтажное здание книгохранилища и главный корпус библиотеки Академии Або представляли собой образец зрелого финского функционализма.
Позднее главное здание библиотеки было реконструировано по проекту архитектора Вольдемара Бекмана.

## Директора
- Аллан Тёрнудд (швед. Allan Törnudd) 1919—1927
- Эрик Холмберг (швед. Eric Holmberg) 1927—1952
- Карл-Рудольф Гардберг (швед. Carl-Rudolf Gardberg) 1953—1966
- Улоф Мустелин (швед. Olof Mustelin) 1966—1980
- Турбьёрн Сёдерхольм (швед. Torbjörn Söderholm) 1981—1994
- Сив Стуро (швед. Siv Storå) 1995—1998
- Туре Альбек (швед. Tore Ahlbäck) 1998—2009
- Пиа Сёдергорд (швед. Pia Södergård) с 2009